# Grebs-Niendorf
Grebs-Niendorf é um município da Alemanha, situado no distrito de Ludwigslust-Parchim, no estado de Mecklemburgo-Pomerânia Ocidental. Tem 31,17 km² de área, e sua população em 2019 foi estimada em 533 habitantes.